# Kleingewässer-Monitoring

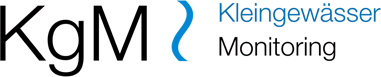
KgM Logo

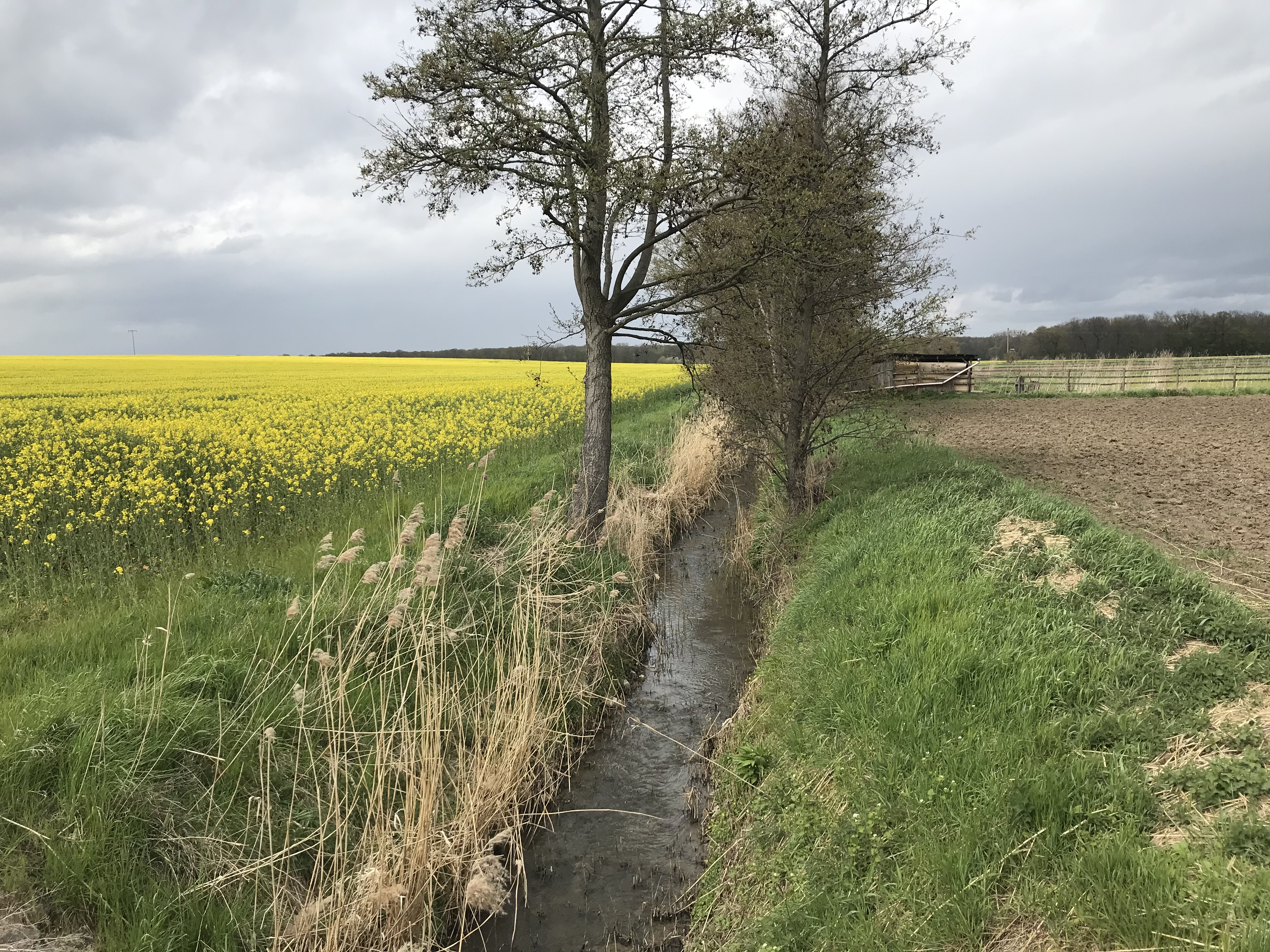
Foto eines typischen, landwirtschaftlich geprägten Kleingewässers

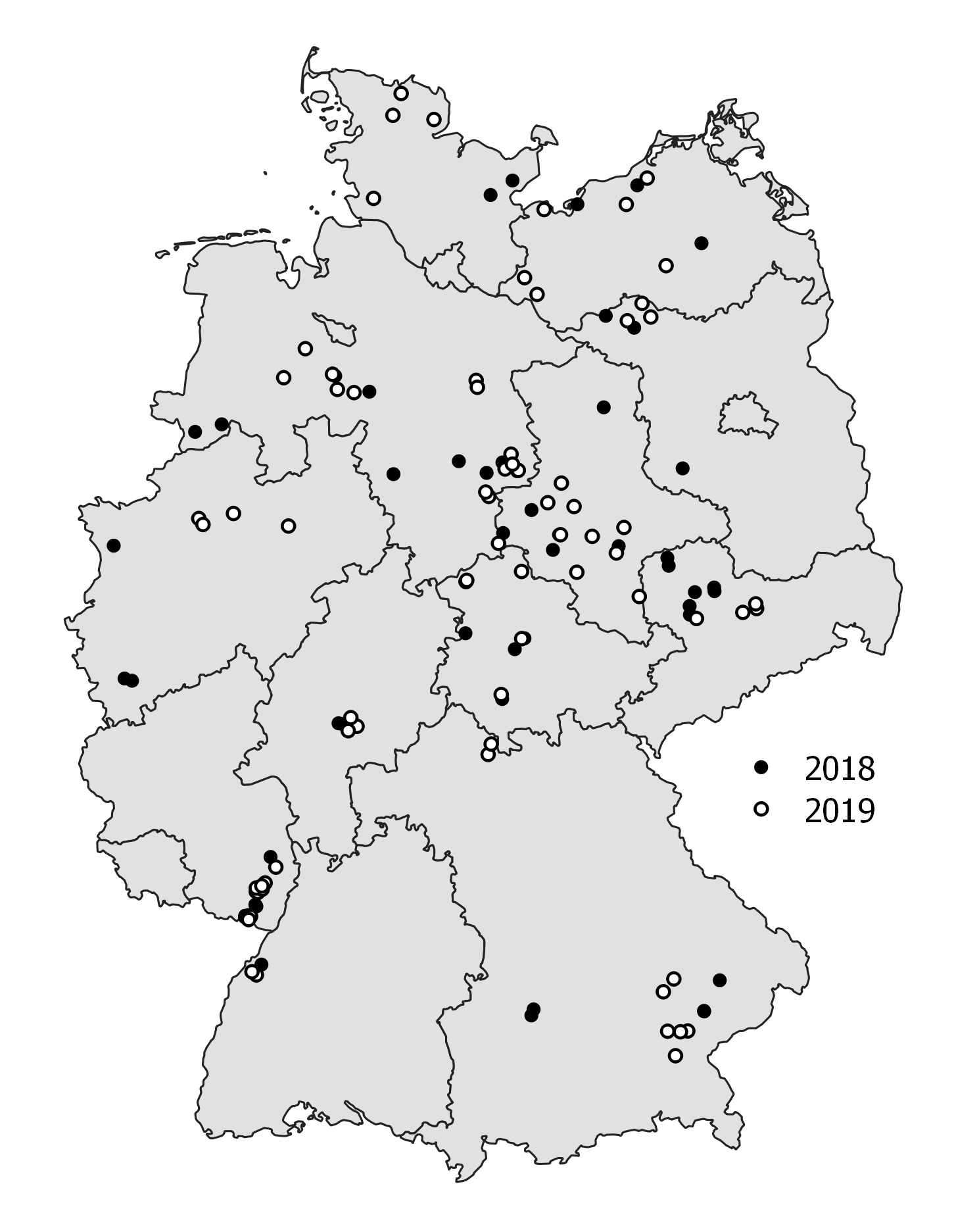
Karte der Messstandorte im Kleingewässer-Monitoring

Das Kleingewässer-Monitoring (KgM) ist ein vom Helmholtz-Zentrum für Umweltforschung – UFZ in Zusammenarbeit mit dem Umweltbundesamt und mehreren Umweltämtern der Bundesländer durchgeführtes Monitoring von über 100 deutschen Fließgewässern in den Jahren 2018 und 2019 zur Ermittlung des Belastungszustandes durch Pflanzenschutzmittelrückstände. Hierbei wurden in der großen Mehrheit der landwirtschaftlich geprägten Fließgewässer Überschreitungen der behördlichen Grenzwerte durch Pflanzenschutzmittel-Wirkstoffe festgestellt und deutliche Auswirkungen auf Gewässerlebewesen beobachtet.

## Hintergrund
Die weltweit beobachtete Biodiversitätskrise ist durch eine Vielzahl von Faktoren bedingt, darunter auch der Einsatz von Pestiziden. Kleingewässer spielen für die Biodiversität eine zentrale Rolle, da sie durch ihre vielseitigen Umweltbedingungen zahlreichen Tier- und Pflanzenarten einen Lebensraum bieten. Obwohl sie einen Großteil des Gewässernetzes ausmachen, werden sie jedoch in behördlichen Monitoring-Programmen (wie z. B. dem behördlichen Monitoring gemäß Wasserrahmenrichtlinie) kaum untersucht. Dadurch ist wenig über den Zustand dieser Ökosysteme bekannt. Mehrere wissenschaftliche Untersuchungen von solchen Bächen deuteten darauf hin, dass in Kleingewässern häufig besonders hohe Belastungen mit Pestiziden auftreten.
Um die Wissenslücke um den Belastungszustand zu schließen, schreibt der vom Bundesministerium für Ernährung und Landwirtschaft 2013 veröffentlichte Nationale Aktionsplan zur nachhaltigen Anwendung von Pflanzenschutzmitteln (NAP) die Durchführung eines Monitorings zur Ermittlung des Belastungszustands von Kleingewässern in der Agrarlandschaft vor. Auf dieser Grundlage führte das Helmholtz-Zentrum für Umweltforschung - UFZ in Zusammenarbeit mit dem Umweltbundesamt und mehreren Umweltämtern der Bundesländer das Kleingewässer-Monitoring durch. Konkret sollen durch das Monitoring folgende Fragen beantworten werden:
- Ist die Umsetzung eines nationalen Monitorings realisierbar, welches bundesweit die relevanten ökologischen Einflüsse und potentielle Wirkungen aufnehmen kann?
- Gehen die hierbei gemessenen Pestizidbelastungen deutlich über die jene des bisherigen behördlichen Monitoring hinaus?
- Lässt sich eine Beziehung zwischen Pestizidbelastung und der Schädigung aquatischer Lebensgemeinschaften herstellen?
- Sind auf der Basis dieser Untersuchungen die bestehenden Grenzwerte für Pestizide in Oberflächengewässern zu revidieren?
- Welche Managementmaßnahmen können erfolgen, um die Situation zu verbessern?

## Strategie

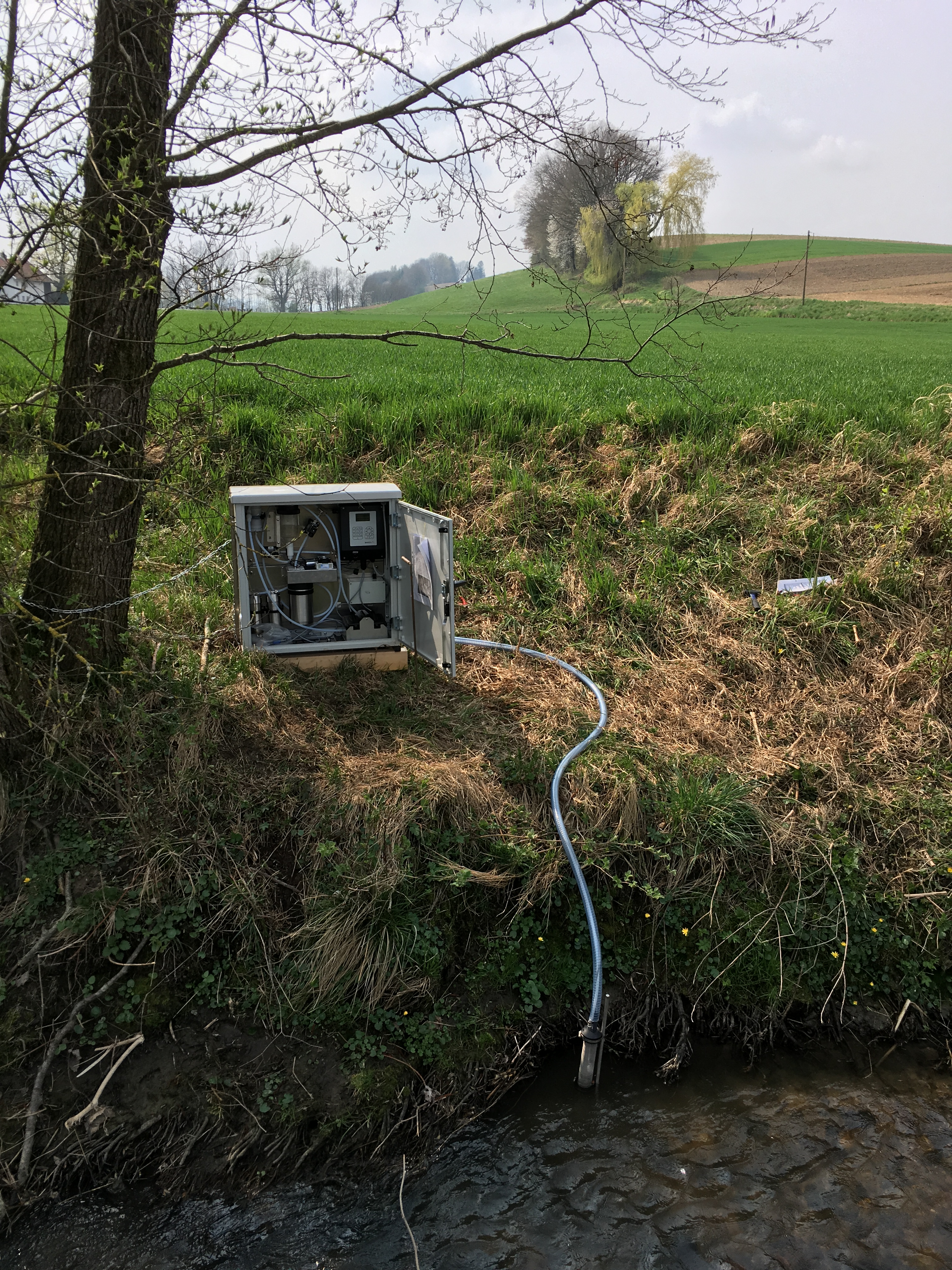
Automatischer Probenehmer installiert an einem Kleingewässer

Für mehr als 100 Fließgewässerabschnitte, verteilt auf 12 Bundesländer, wurde der chemische und biologische Zustand umfassend zwischen April und Juli erfasst. Zusätzlich zu Schöpfproben wie sie beim behördlichen Monitoring gemäß Wasserrahmenrichtlinie (WRRL) entnommen werden, wurden sogenannte ereignisbezogene Wasserproben genommen. Diese automatisierte Art der Probenahme (siehe Foto rechts) zielt darauf ab, kurzfristige Spitzenkonzentrationen zu erfassen, die als Folge von Pestizideinträgen mittels Oberflächenabfluss nach Regenfällen aufkommen. Zudem wurden weitere anthropogene Stressoren, die häufig als relevant für den ökologischen Zustand solcher Gewässer erachtet werden (z. B. Gewässerstruktur, Nährstoffkonzentrationen und Sauerstoffmangel), hochaufgelöst aufgenommen. Die biologische Untersuchung umfasste die Beprobung der aquatischen Invertebraten- und Algengemeinschaft in den Kleingewässern.

## Ergebnisse
Die Messungen aus über 1000 Wasserproben zeigten, dass die im Rahmen des Zulassungsverfahrens von Pflanzenschutzmitteln festgelegten RAK-Werte (Regulatorisch Akzeptable Konzentrationen) an 81 % der untersuchten landwirtschaftlich geprägten Fließgewässerabschnitte für mindestens einen Pflanzenschutzmittel-Wirkstoff überschritten wurden. Besonders die ereignisbezogenen Wasserproben infolge von Regenereignissen wiesen erhöhte Konzentrationen auf, die durch reguläre Schöpfproben nicht erfasst werden. Diese Belastungen beeinträchtigten auch den ökologischen Zustand der Gewässer: Pestizidempfindliche Gewässerorganismen, wie z. B. diverse Insektenarten, konnten in belasteten Gewässern nur noch vereinzelt oder gar nicht mehr beobachtet werden. So erfüllt der Großteil der untersuchten Fließgewässerabschnitte nicht die Qualitätskriterien für einen guten ökologischen Zustand anhand des SPEARpesticides-Index. Dies widerspricht auch den rechtlich verankerten ökologischen Zielsetzungen der WRRL, wonach nur "geringfügige Anzeichen für Abweichungen" vom Referenzzustand in der Zusammensetzung der Artengemeinschaft akzeptabel sind. Das Vorkommen von Pestiziden war im Vergleich zu den anderen untersuchten Einflussfaktoren hauptverantwortlich für diese ökologischen Veränderungen.
Weiterhin wurden auch bei Pflanzenschutzmittel-Wirkstoffkonzentrationen unterhalb der bestehenden RAK-Werte deutliche ökologische Effekte in den Kleingewässern nachgewiesen, was die Angemessenheit der Methode zur Festlegung solcher Grenzwerten in Frage stellt.
Das Kleingewässer-Monitoring zeigte, dass das behördliche Monitoring nach WRRL nur begrenzt in der Lage ist, das tatsächliche Risiko durch Pflanzenschutzmittel in Gewässern abzuschätzen. Die Daten der ermittelten Pflanzenschutzmittel-Belastung der Kleingewässer in der Agrarlandschaft werden dazu beitragen, Ursachen für die häufigen Überschreitungen der bestehenden Grenzwerte zu ermitteln. Ziel ist es, auf dieser Basis effektive Ansätze zur Reduzierung der Einträge von Pflanzenschutzmitteln in Gewässer zu erarbeiten und Konsequenzen für die Risikobewertung von Pflanzenschutzmitteln zu ziehen.